# Овата
Овата́ (калм. Овата) — посёлок в Целинном районе Калмыкии в России. Административный центр Оватинского сельского муниципального образования. Посёлок расположен в балке Овата, в 53 км к северу от села Троицкое.
Население — 662 человек (2021).

## Название
Посёлок назван по балке, что можно перевести как приграничное (калм. Овата производно от калм. ова — межевой, пограничный знак). Судя по всему, название балки возникло в связи с её расположением у границы южной и северной части Малодербетовского улуса.

## История
До революции в балке Овата кочевали представители двух родов Бага-Чоносовского аймака: хадргс и шаджинакин. Оседлое поселение основано в конце XIX века русскими переселенцами — молоканами.
В 1924 году в посёлке открылась начальная школа. В годы коллективизации в Овате была размещена центральная усадьба совхоза № 80. В 1938 году был образован Оватинский поселковый совет за счет разукрупнения Багачоносовского сельского совета.
В годы Великой Отечественной войны посёлок был кратковременно оккупирован. 28 декабря 1943 года калмыцкое население было депортировано. Посёлок, как и другие населённые пункты Троицкого улуса был передан в состав Астраханской области, в 1952 году — в состав Ставропольского края. К 1950 году посёлку было присвоено название Балковский. Данное название зафиксировано и на административной карте 1958 года.
В 1956 году в посёлок начали возвращаться калмыки. В 1961 году было возвращено название Овата. В 1963 году местная школа стала неполной средней. В 1971 году — средней. В 1986 году было сдано в эксплуатацию новое типовое здание школы.

## Физико-географическая характеристика
Посёлок расположено в северной части Целинного района в пределах Ергенинской возвышенности, являющейся частью Восточно-Европейской равнины. Средняя высота над уровнем моря — 87 м. Рельеф местности пересечённый. Посёлок находится в балке Овата, от которой отходят овраги и балки второго порядка. В границах посёлка на имеются выходы на поверхность грунтовых вод, берёт начало река Овата. Посёлок вытянут c запада на восток вдоль долины реки Овата.
По автомобильной дороге расстояние до столицы Калмыкии города Элиста составляет 66 км, до районного центра села Троицкое — 53 км. Ближайший населённый пункт — село Кегульта Кетченеровского района, расположенный в 19 км к северу от Оваты. К посёлку имеется асфальтированный подъезд от федеральной автодороги Волгоград — Элиста Р22
Согласно классификации климатов Кёппена-Гейгера посёлок находится в зоне континентального климата с относительно холодной зимой и жарким летом (Dfa). В окрестностях посёлка распространены светлокаштановые почвы различного гранулометрического состава в комплексе с солонцами.

## Население
В конце 1980-х в посёлке проживало около 1300 жителей.
| 2002 | 2010 | 2011 | 2012 | 2013 | 2014 | 2015 |
| ---- | ---- | ---- | ---- | ---- | ---- | ---- |
| 826  | ↘743 | ↗744 | ↘733 | ↘729 | ↘714 | ↘689 |
| 2016 | 2017 | 2018 | 2019 | 2020 | 2021 |      |
| ↘685 | ↘683 | ↘665 | ↗666 | ↘662 | →662 |      |

Возрастной состав
По состоянию на 1 октября 2011 года моложе трудоспособного — 152 чел., трудоспособного — 486 чел., старше трудоспособного — 114 чел из 752 человек.
Национальный состав
По состоянию на 1 октября 2011 года: калмыки — 265 человек (35,3 %), русские — 392 человек (52 %), даргинцы — 56 человек (7,5 %), карачаевцы — 8 человек (1,1 %), чеченцы — 21 человек (2,8 %) и прочие национальности (украинцы, аварцы, армяне, грузины, немцы, казахи) — 10 человек (1,3 %).
Согласно результатам переписи 2002 года большинство населения посёлка составляли русские (59 %) и калмыки (26 %)

## Экономика
На территории СМО осуществляют свою хозяйственную деятельность:
- Предприятие «Агробизнес»
- Предприятие «Оватинский коммунальник»
- 11 крестьянско-фермерских хозяйств,
- 52 личных подсобных хозяйства,
- 3 индивидуальных предпринимателя, осуществляющих торговую деятельность.

## Социальная инфраструктура
В посёлке имеется несколько магазинов, сельский клуб и библиотека. Медицинское обслуживание жителей села обеспечивают фельдшерско-акушерский пункт и Целинная центральная районная больница. Ближайшее отделение скорой медицинской помощи расположено в Троицком. Среднее образование жители села получают в Оватинской средней общеобразовательной школе.
Посёлок газифицирован. Водоснабжение посёлка осуществляется от месторождения пресных подземных вод, расположенного в 5 км южнее посёлка. Централизованное водоотведение на территории посёлка отсутствует. Водоотведение обеспечивается за счёт использования выгребных ям. Система сбора организации сбора твёрдых бытовых отходов отсутствует.

## Буддизм
В 2000 году в километре от Оваты, в балке Уласта был открыт субурган — ступа Просветления.

## Известные жители и уроженцы
- Биткеев, Пётр Цеденович (род. 1937 г., Овата) — доктор филологических наук, профессор, заслуженный деятель науки Калмыцкой АССР.
- Биткеев, Николай Цеденович (1943 г., Овата — 2013, Элиста) — доктор филологических наук, востоковед, заслуженный деятель науки Республики Калмыкия.